# Pavare hexagonală

Pavarea duală

În geometrie pavarea hexagonală sau teselarea hexagonală este o pavare regulată a planului euclidian, în care exact trei hexagoane se întâlnesc în fiecare vârf. Are simbolul Schläfli {6,3} sau t{3,6} (ca o pavare triunghiulară trunchiată).
Unghiul intern al hexagonului este de 120°, astfel încât trei hexagoane în jurul unui punct acoperă 360°. Este una dintre cele trei pavări regulate ale planului. Celelalte două sunt pavarea triunghiulară și pavarea pătrată.

## Aplicații
Pavarea hexagonală este cea mai densă modalitate de a împacheta cercuri în spațiul bidimensional. Conjectura fagurelui afirmă că pavarea hexagonală este cea mai bună modalitate de a împărți o suprafață în regiuni de suprafață egală cu cel mai mic perimetru total. Structura tridimensională optimă pentru realizarea fagurilor (sau a bulelor de săpun) a fost investigată de Lord Kelvin, care credea că rețeaua cubică centrată intern este optimă. Totuși, structura Weaire–Phelan⁠(d), mai puțin obișnuită, este puțin mai bună.
Această structură există în natură la grafit, unde fiecare foaie de grafen seamănă cu plasa rabiț, cu legături puternice de carbon covalent. Au fost sintetizate foi tubulare de grafen; acestea sunt cunoscute ca nanotuburi de carbon. Au multe aplicații potențiale, datorită rezistenței la rupere⁠(d) și proprietăților electrice ridicate. Silicenul este similar.
Plasa rabiț este formată dintr-o rețea hexagonală (adesea neregulată) din sârmă.

Cea mai deasă împachetare a cercurilor este asemănătoare cu pavarea hexagonală
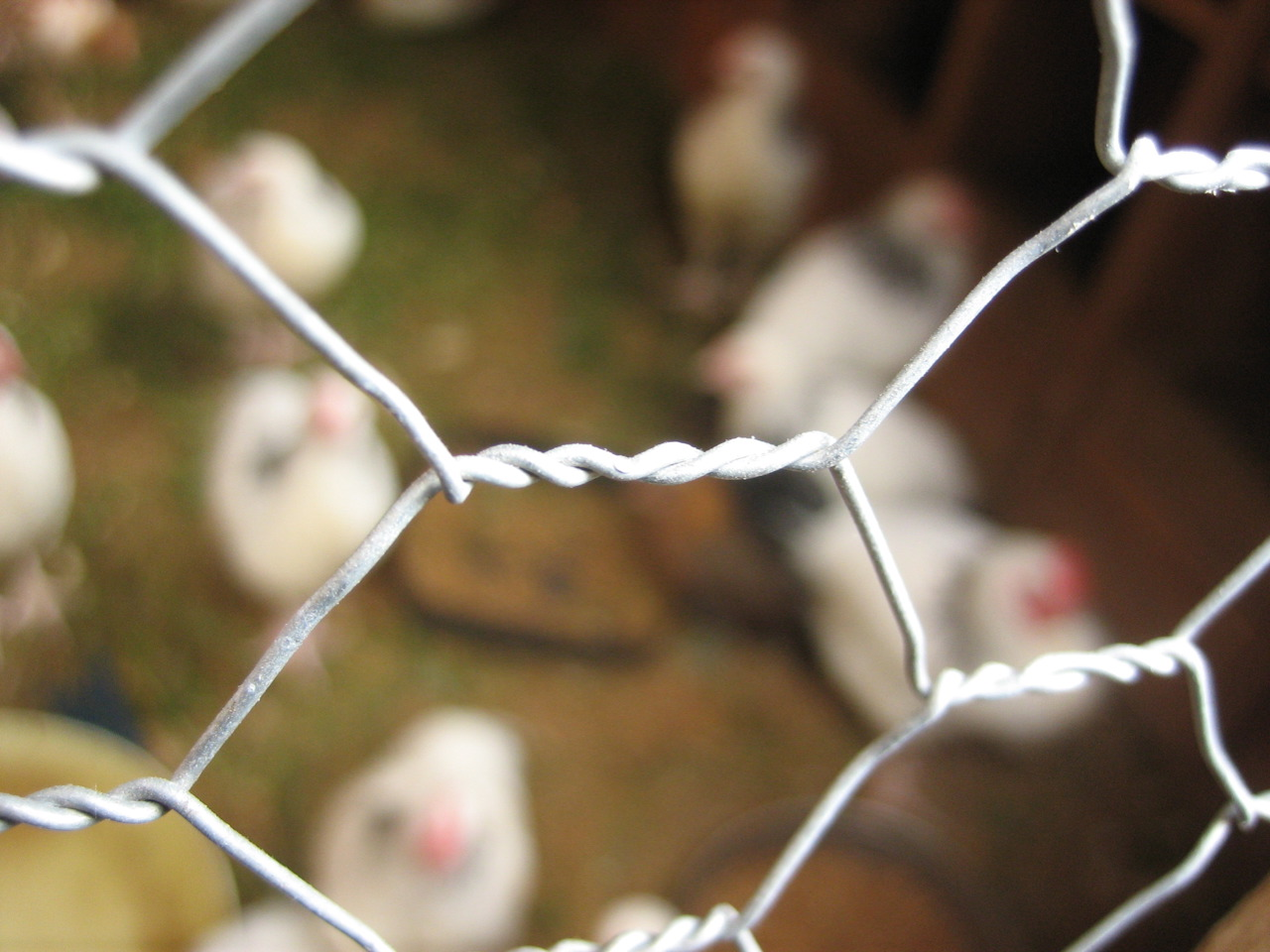
Gard din plasă rabiț
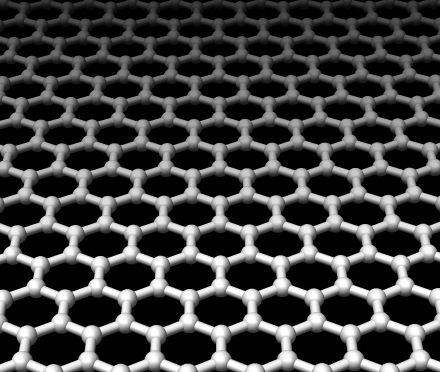
Grafen
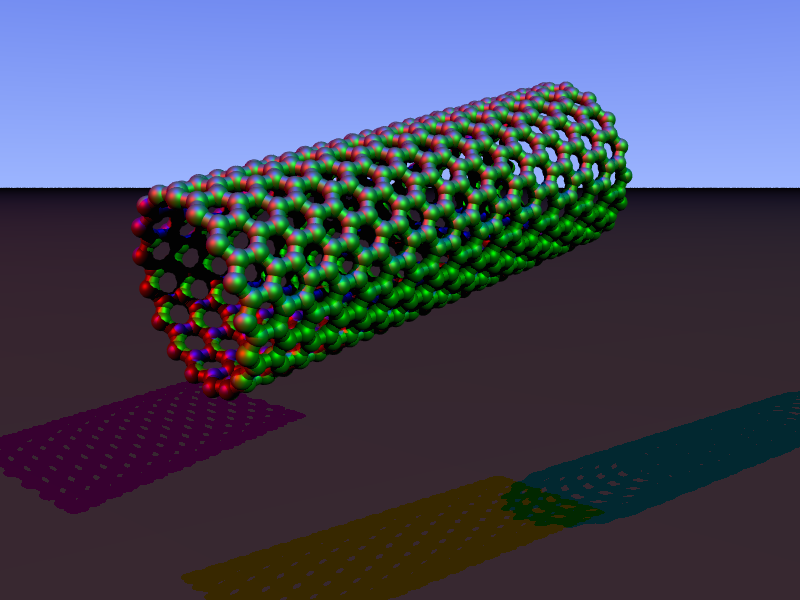
Un nanotub de carbon poate fi considerat o pavare hexagonală a unei suprafețe cilindrice

Pavarea hexagonală apare în multe cristale. În spațiul tridimensional rețeaua cubică cu fețe centrate și împachetarea compactă a sferelor⁠(d) sunt structuri cristaline comune. Sunt cele mai dense aranjări ale sferelor în tridimensional. Structural, ele sunt formate din straturi paralele de pavări hexagonale, similare cu structura grafitului. Ele diferă prin modul în care straturile sunt eșalonate unul față de celălalt, rețeaua cubică cu fețe centrate fiind cea mai regulată dintre cele două. Cuprul pur, printre alte materiale, formează o rețea cubică cu fețe centrate.

## Colorare uniformă
Există trei colorări uniforme distincte ale unei pavări hexagonale, toate generate din simetria de reflexie a construcțiilor Wythoff. (h,k) reprezintă repetarea periodică a unei pavări colorate, numărând distanțele hexagonale ca h mai întâi și apoi k. Aceeași numărare este folosită în poliedrele Goldberg, cu notația {p+,3}h,k, și poate fi aplicată la pavări hiperbolice pentru p > 6.
| k-uniformă | 1-uniformă  | 1-uniformă  | 1-uniformă   | 2-uniformă  | 2-uniformă  | 3-uniformă | 3-uniformă |
| ---------- | ----------- | ----------- | ------------ | ----------- | ----------- | ---------- | ---------- |
| Simetrie   | p6m, (*632) | p6m, (*632) | p3m1, (*333) | p6m, (*632) | p6m, (*632) | p6, (632)  | p6, (632)  |
| Imagine    |             |             |              |             |             |            |            |
| Culori     | 1           | 2           | 3            | 2           | 4           | 2          | 7          |
| (h,k)      | (1,0)       | (1,1)       | (1,1)        | (2,0)       | (2,0)       | (2,1)      | (2,1)      |
| Schläfli   | {6,3}       | t{3,6}      | t{3[3]}      |             |             |            |            |
| Wythoff    | 3 \| 6 2    | 2 6 \| 3    | 3 3 3 \|     |             |             |            |            |
| Coxeter    |             |             |              |             |             |            |            |
| Conway     | H           | tΔ          |              | cH=t6daH    |             | wH=t6dsH   |            |

Pavarea cu 3 culori este o teselare generată de permutoedre de ordinul 3.

### Pavare hexagonală șanfrenată

La limită, pavarea hexagonală șanfrenată degenerează într-o pavare rombică

La o pavare hexagonală șanfrenată⁠(d) („teșită”) se înlocuiesc laturile cu noi hexagoane, iar pavarea se transformă într-o altă pavare hexagonală. La limită, fețele originale dispar, noile hexagoane degenerează în romburi, iar pavarea devine o pavare rombică.
| Hexagoane (H) | Hexagoane șanfrenate (cH) | Hexagoane șanfrenate (cH) | Hexagoane șanfrenate (cH) | Romburi (daH) |
| ------------- | ------------------------- | ------------------------- | ------------------------- | ------------- |
|               |                           |                           |                           |               |

## Pavări înrudite
Hexagoanele pot fi divizate în seturi de 6 triunghiuri. Acest proces duce la două pavări 2-uniforme și pavarea triunghiulară:
| Pavare regulată | Divizare | Pavări 2-uniforme | Pavări 2-uniforme | Pavare regulată   | Inserții | Pavare duală    |
| --------------- | -------- | ----------------- | ----------------- | ----------------- | -------- | --------------- |
| Originala       |          | divizare la 1/3   | divizare la 2/3   | divizare completă |          | E → IH → FH → H |

| Pavare rombică | Pavare hexagonală |

Pavarea hexagonală poate fi considerată o pavare rombică alungită, unde fiecare vârf al pavării rombice este întins într-o nouă latură. Aceasta este similară cu relația dintre teselările tridimensionale fagurele dodecaedric rombic și dodecaedrul rombo-hexagonal.
De asemenea, este posibil să se divizeze dalele anumitor pavări hexagonale în două, trei, patru sau nouă pentagoane egale:
| de tip 1, în care hexagoanele regulate sunt înlocuite de 2 pentagoane | de tip 3, în care hexagoanele regulate sunt înlocuite de 3 pentagoane | de tip 4, în care hexagoanele regulate sunt înlocuite de 4 pentagoane | de tip 3, în care hexagoanele regulate sunt înlocuite de 3 sau 9 pentagoane |

### Variante de simetrie
Această pavare este legată din punct de vedere topologic ca parte a secvenței de pavări regulate cu fețe hexagonale, începând cu pavarea hexagonală, cu simbolul Schläfli {6,n} și diagrama Coxeter , mergând la infinit.
| Variante de pavări regulate cu simetria *n62: {6,n} | Variante de pavări regulate cu simetria *n62: {6,n} | Variante de pavări regulate cu simetria *n62: {6,n} | Variante de pavări regulate cu simetria *n62: {6,n} | Variante de pavări regulate cu simetria *n62: {6,n} | Variante de pavări regulate cu simetria *n62: {6,n} | Variante de pavări regulate cu simetria *n62: {6,n} | Variante de pavări regulate cu simetria *n62: {6,n} | Variante de pavări regulate cu simetria *n62: {6,n} |
| Sferică                                             | Euclidiană                                          | Pavări hiperbolice                                  | Pavări hiperbolice                                  | Pavări hiperbolice                                  | Pavări hiperbolice                                  | Pavări hiperbolice                                  | Pavări hiperbolice                                  | Pavări hiperbolice                                  |
| --------------------------------------------------- | --------------------------------------------------- | --------------------------------------------------- | --------------------------------------------------- | --------------------------------------------------- | --------------------------------------------------- | --------------------------------------------------- | --------------------------------------------------- | --------------------------------------------------- |
| {6,2}                                               | {6,3}                                               | {6,4}                                               | {6,5}                                               | {6,6}                                               | {6,7}                                               | {6,8}                                               | ...                                                 | {6,∞}                                               |

Această pavare este legată din punct de vedere topologic cu poliedrele cu figura vârfului n3, ca parte a secvenței care continuă în planul hiperbolic.
| Variante de pavări regulate cu simetria *n62: {6,n} | Variante de pavări regulate cu simetria *n62: {6,n} | Variante de pavări regulate cu simetria *n62: {6,n} | Variante de pavări regulate cu simetria *n62: {6,n} | Variante de pavări regulate cu simetria *n62: {6,n} | Variante de pavări regulate cu simetria *n62: {6,n} | Variante de pavări regulate cu simetria *n62: {6,n} | Variante de pavări regulate cu simetria *n62: {6,n} | Variante de pavări regulate cu simetria *n62: {6,n} |
| Sferică                                             | Euclidiană                                          | Pavări hiperbolice                                  | Pavări hiperbolice                                  | Pavări hiperbolice                                  | Pavări hiperbolice                                  | Pavări hiperbolice                                  | Pavări hiperbolice                                  | Pavări hiperbolice                                  |
| --------------------------------------------------- | --------------------------------------------------- | --------------------------------------------------- | --------------------------------------------------- | --------------------------------------------------- | --------------------------------------------------- | --------------------------------------------------- | --------------------------------------------------- | --------------------------------------------------- |
| {6,2}                                               | {6,3}                                               | {6,4}                                               | {6,5}                                               | {6,6}                                               | {6,7}                                               | {6,8}                                               | ...                                                 | {6,∞}                                               |

Similar, este înrudită cu poliedrele uniforme trunchiate cu figura vârfului n.6.6.
| Variante de simetrii *n32 ale pavărilor trunchiate: n.6.6 | Variante de simetrii *n32 ale pavărilor trunchiate: n.6.6 | Variante de simetrii *n32 ale pavărilor trunchiate: n.6.6 | Variante de simetrii *n32 ale pavărilor trunchiate: n.6.6 | Variante de simetrii *n32 ale pavărilor trunchiate: n.6.6 | Variante de simetrii *n32 ale pavărilor trunchiate: n.6.6 | Variante de simetrii *n32 ale pavărilor trunchiate: n.6.6 | Variante de simetrii *n32 ale pavărilor trunchiate: n.6.6 | Variante de simetrii *n32 ale pavărilor trunchiate: n.6.6 | Variante de simetrii *n32 ale pavărilor trunchiate: n.6.6 | Variante de simetrii *n32 ale pavărilor trunchiate: n.6.6 | Variante de simetrii *n32 ale pavărilor trunchiate: n.6.6 |                        |
| Sim. *n42 [n,3]                                           | Sferică                                                   | Sferică                                                   | Sferică                                                   | Sferică                                                   | Euclid.                                                   | Compactă                                                  | Compactă                                                  | Paracomp.                                                 | Hiperbolică necompactă                                    | Hiperbolică necompactă                                    | Hiperbolică necompactă                                    | Hiperbolică necompactă |
| Sim. *n42 [n,3]                                           | *232 [2,3]                                                | *332 [3,3]                                                | *432 [4,3]                                                | *532 [5,3]                                                | *632 [6,3]                                                | *732 [7,3]                                                | *832 [8,3]...                                             | *∞32 [∞,3]                                                | [12i,3]                                                   | [9i,3]                                                    | [6i,3]                                                    |                        |
| --------------------------------------------------------- | --------------------------------------------------------- | --------------------------------------------------------- | --------------------------------------------------------- | --------------------------------------------------------- | --------------------------------------------------------- | --------------------------------------------------------- | --------------------------------------------------------- | --------------------------------------------------------- | --------------------------------------------------------- | --------------------------------------------------------- | --------------------------------------------------------- | ---------------------- |
| Figuri trunchiate                                         |                                                           |                                                           |                                                           |                                                           |                                                           |                                                           |                                                           |                                                           |                                                           |                                                           |                                                           |                        |
| Config.                                                   | 2.6.6                                                     | 3.6.6                                                     | 4.6.6                                                     | 5.6.6                                                     | 6.6.6                                                     | 7.6.6                                                     | 8.6.6                                                     | ∞.6.6                                                     | 12i.6.6                                                   | 9i.6.6                                                    | 6i.6.6                                                    |                        |
| Figuri n-kis                                              |                                                           |                                                           |                                                           |                                                           |                                                           |                                                           |                                                           |                                                           |                                                           |                                                           |                                                           |                        |
| Config.                                                   | V2.6.6                                                    | V3.6.6                                                    | V4.6.6                                                    | V5.6.6                                                    | V6.6.6                                                    | V7.6.6                                                    | V8.6.6                                                    | V∞.6.6                                                    | V12i.6.6                                                  | V9i.6.6                                                   | V6i.6.6                                                   |                        |

Această pavare face parte și din secvența poliedrelor rombice trunchiate și a pavărilor cu simetrie Coxeter [n,3]. Cub poate fi considerat un hexaedru rombic la care romburile sunt pătrate. 
Formele trunchiate au n-goane regulate la vârfurile trunchiate și fețe hexagonale neregulate.
| Pavare |         |         |         |         |         |         |         |
| Conf.  | V(3.3)2 | V(3.4)2 | V(3.5)2 | V(3.6)2 | V(3.7)2 | V(3.8)2 | V(3.∞)2 |

## Construcții Wythoff din pavări hexagonale și triunghiulare
Ca și la poliedrele uniforme, există opt pavări uniforme care pot fi bazate pe pavarea hexagonală regulată (sau pe duala sa, pavarea triunghiulară).
Desenând dalele colorate cu roșu pe fețele originale, galbene în vârfurile originale și albastre de-a lungul laturilor originale, exisă 8 forme, dintre care 7 sunt topologic distincte. (Pavarea triunghiulară trunchiată este identică topologic cu pavarea hexagonală.)
| Pavări hexagonale/triunghiulare uniforme | Pavări hexagonale/triunghiulare uniforme | Pavări hexagonale/triunghiulare uniforme | Pavări hexagonale/triunghiulare uniforme | Pavări hexagonale/triunghiulare uniforme | Pavări hexagonale/triunghiulare uniforme | Pavări hexagonale/triunghiulare uniforme | Pavări hexagonale/triunghiulare uniforme | Pavări hexagonale/triunghiulare uniforme |
| Domenii fundamentale                     | Simetrie: [6,3], (*632)                  | Simetrie: [6,3], (*632)                  | Simetrie: [6,3], (*632)                  | Simetrie: [6,3], (*632)                  | Simetrie: [6,3], (*632)                  | Simetrie: [6,3], (*632)                  | Simetrie: [6,3], (*632)                  | [6,3]+, (632)                            |
| ---------------------------------------- | ---------------------------------------- | ---------------------------------------- | ---------------------------------------- | ---------------------------------------- | ---------------------------------------- | ---------------------------------------- | ---------------------------------------- | ---------------------------------------- |
| Domenii fundamentale                     | {6,3}                                    | t{6,3}                                   | r{6,3}                                   | t{3,6}                                   | {3,6}                                    | rr{6,3}                                  | tr{6,3}                                  | sr{6,3}                                  |
| Domenii fundamentale                     |                                          |                                          |                                          |                                          |                                          |                                          |                                          |                                          |
|                                          |                                          |                                          |                                          |                                          |                                          |                                          |                                          |                                          |
| Config.                                  | 63                                       | 3.12.12                                  | (6.3)2                                   | 6.6.6                                    | 36                                       | 3.4.6.4                                  | 4.6.12                                   | 3.3.3.3.6                                |

## Pavări echivalente topologic
Plasările hexagonale pot fi realizate cu topologia {6,3} identică cu cea regulată (3 hexagoane în jurul fiecărui vârf). Cu fețele izoedrice, există 13 variante. Simetria dată presupune că toate fețele sunt de aceeași culoare. Aici culorile reprezintă pozițiile rețelei. Rețelele monocolore (cu 1 tip de dală) sunt formate din hexagoane paralelogoane.
| pg (××)   | pg (××)   | p2 (2222) | p3 (333)   | pmg (22*) | pmg (22*)  |            |
| --------- | --------- | --------- | ---------- | --------- | ---------- | ---------- |
|           |           |           |            |           |            |            |
| pgg (22×) | pgg (22×) | pgg (22×) | p31m (3*3) | p2 (2222) | cmm (2*22) | p6m (*632) |
|           |           |           |            |           |            |            |

Alte pavări izoedrice, topologic cu dale hexagonale, care sunt văzute ca patrulatere și pentagoane care nu sunt aliniate latură la latură, ci interpretate ca laturi adiacente coliniare:
| pmg (22*)    | pmg (22*) | pgg (22×)    | pgg (22×)  | pgg (22×)    | cmm (2*22) | p2 (2222)  |
| ------------ | --------- | ------------ | ---------- | ------------ | ---------- | ---------- |
| Paralelogram | Trapez    | Paralelogram | Dreptunghi | Paralelogram | Dreptunghi | Dreptunghi |

| p2 (2222) | pgg (22×) | p3 (333) |
| --------- | --------- | -------- |
|           |           |          |

Teselările 2- și 3-uniforme au un grad de libertate de rotație care distorsionează 2/3 din hexagoane, inclusiv un caz coliniar care poate fi văzut și ca o pavare care nu este latură la latură cu hexagoane și triunghiuri mai mari.
De asemenea, ele pot fi distorsionate într-o schemă tridimensională chirală cu 4 culori, distorsionând unele hexagoane în paralelograme. Modelul cu fețe în 2 culori are simetrie 632 (p6). Un model ca simbolul Chevron are simetria pmg (22*), care este degradată la p1 (°) în cazul colorărilor cu 3 sau 4 culori.
| Regulată     | Girată    | Regulată   | Împletită | Chevron |
| p6m, (*632)  | p6, (632) | p6m (*632) | p6 (632)  | p1 (°)  |
| ------------ | --------- | ---------- | --------- | ------- |
|              |           |            |           |         |
| p3m1, (*333) | p3, (333) | p6m (*632) | p2 (2222) | p1 (°)  |
|              |           |            |           |         |